# Nachts in Bremen

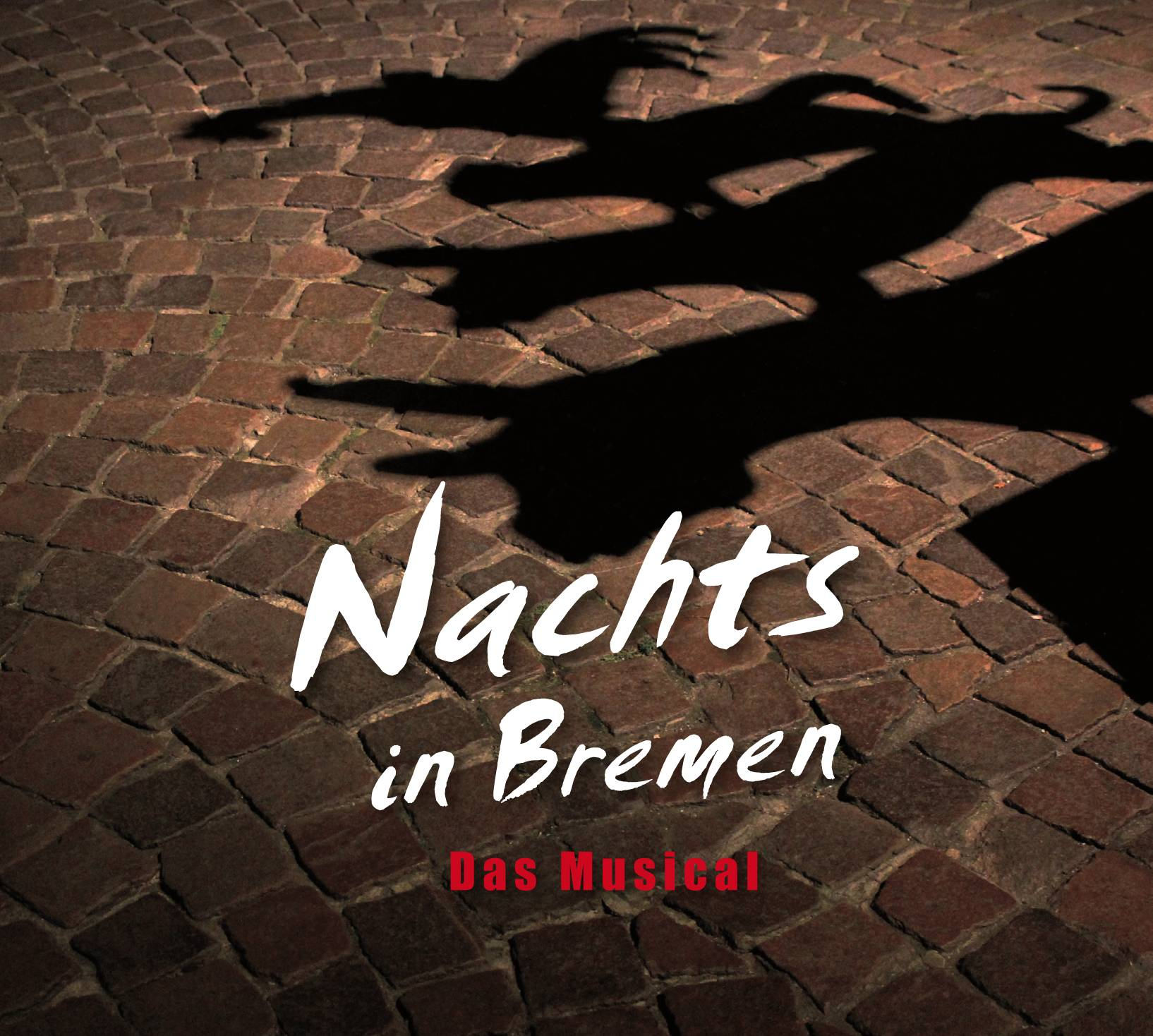
Logo des Musicals Nachts in Bremen

Nachts in Bremen ist der Titel eines Musicals, das seit 2013 regelmäßig im Bremer Ratskeller als sogenanntes Musical-Dinner aufgeführt wird. Dabei wird dem Publikum zwischen den Musical-Darbietungen ein mehrgängiges Menü serviert. Seit Januar 2017 gibt es als Fortführung das Musical Nachts in Bremen 2, dessen Handlung unabhängig vom ersten Teil ist und das ebenfalls regelmäßig im Bremer Ratskeller zu sehen ist.
Musik und Texte der Lieder schrieb Frank Fiedler, der auch gleichzeitig Produzent, Regisseur und Darsteller ist, zusammen mit Erich Sellheim. Andrea Fiedler ist Autorin der Geschichten und Dialoge.

## Handlung
In kleinen Geschichten werden verschiedene historische Ereignisse und Persönlichkeiten der Freien Hansestadt Bremen dargestellt, wie z. B.:
- die französische Besatzung im 19. Jahrhundert
- der Schriftsteller Wilhelm Hauff im Bremer Ratskeller
- der Schneider der Bremer Eiswette
- die Geschichte der Giftmischerin Gesche Gottfried
- die Bremer Originale Heini Holtenbeen und Lucie Flechtmann, genannt „Fisch-Luzie“

## Die Lieder im Musical
(Auswahl aus Teil 1 und 2)
- Nachts in Bremen
- Made in Bremen
- Jetzt oder nie
- Wie töricht, wie naiv
- Jeden Augenblick
- Butter bei die Fische
- Bremer Mädchen
- Meine Damen
- Lasse reden
- Die Eiswette von 1829
- Einen Esel gibt es überall
- Einzug der Könige
- Das Lied vom Fegen
- Die 5. Jahreszeit
- Seht euch die Franzosen an
- Vive la France
- Auf den Champs-Elysées
- Der Engel von Bremen
- Gesche' Gesche
- Was macht einen Mann bloß zu einem Mann
- Einmal nur
- Dreh‘ mit mir ‘ne Runde Glück
- Romanze auf Papier
- Nachts in Bremen - Reprise

## Ensemble
Das aktuelle Ensemble (Stand September 2019) besteht aus:
- Frank Fiedler (seit 2013)
- Philip Lüsebrink[4] (seit 2013)
- Alica Boll[5] (seit 2013)
- Kristin Riegelsberger